# Anlageklasse
Die Anlageklasse (auch Assetklasse; englisch asset, „Vermögensgegenstand“) ist im Finanzwesen eine Gruppe von Finanzprodukten, die aufgrund gemeinsamer Merkmale zusammengefasst werden.

## Allgemeines
Jede Anlageklasse weist unterschiedliche Merkmale gegenüber einer anderen Anlageklasse auf, innerhalb der Klasse sind die Merkmale gleich. Beim Börsenkurs oder Kurswert beispielsweise reichen die Eigenschaften von stabil bis volatil, bei der Laufzeit von kurzfristig bis langfristig, bei der Liquidierbarkeit von sehr liquide bis illiquide und bei der Risikoklasse von risikolos bis zum möglichen Totalverlust. Je nachdem, welche Merkmale eine Anlageklasse hat, unterscheidet sich das Verhältnis von Chancen und Risiken und damit ihre Rendite. Besitzen mehrere Finanzprodukte etwa das Merkmal „kursstabil“, so werden sie derselben Anlageklasse zugeordnet.
Eine Anlageklasse beschreibt auch eine Gruppe von Anlagen mit ähnlichen Werttreibern im Sinne von Ertrags- und Risikofaktoren. Untergeordnet dienen institutionelle Charakteristika, statistische Abweichungen der beobachteten Renditen, Risikohöhe, historische Entwicklung und marktübliche Klassifikationen der Abgrenzung. Es bedarf also zunächst einer Definition von Vergleichskriterien, die allerdings nicht eindeutig sind. Kern-Anlageklassen (englisch core asset classes) haben eine Vielzahl von gemeinsamen Eigenschaften. Dies kann die Korrelation zur Inflationsrate oder Schutz gegenüber Finanzkrisen sein, aber auch eine ähnliche Regulierungsstruktur.

## Klassifizierung
Die Wahl der Anlageklasse hängt unmittelbar mit der Risikoeinstellung (Risikofreude oder Risikoscheu) des Anlegers zusammen. Während der risikofreudige Anleger eher volatile Finanzprodukte präferiert, bevorzugt der risikoscheue die risikolosen Anlagen. Die Risikoklasse berücksichtigt diese Risikoeinstellung des Anlegers, die bei Privatanlegern gemäß § 64 Abs. 4 WpHG unter anderem in einer schriftlich dem Anleger vor Abgabe der Wertpapierorder zu überlassenden Geeignetheitserklärung darzustellen ist. Die  Geeignetheitserklärung ist nicht für unverbriefte Finanzprodukte der Anlageklasse A erforderlich.  

### Entwicklung
Von William F. Sharpe wurden drei Kriterien vorgeschlagen: Die verschiedenen Anlageklassen müssen sich gegenseitig ausschließen (man darf eine Anlage nur einer Anlageklasse zuordnen). Eine Anlageklasse muss so umfassend sein und eine große Anzahl von Anlagen beinhalten, um innerhalb der Anlageklasse eine Diversifikation zu ermöglichen und schließlich sollen Erträge einzelner Anlageklassen sich voneinander unterscheiden (das heißt die Renditen sollen eine niedrige Korrelationen aufweisen).
Zu den klassischen (traditionellen) oder Kern-Anlageklassen zählen Anleihen, Aktien und Bargeld. Darüber hinaus werden Immobilien oft als weitere Anlageklasse geführt.
Es ist umstritten, inwieweit sogenannte alternative Investments eine eigene Anlageklasse darstellen. Diese Anlagen bauen zum Teil auf traditionellen Anlagen auf, unterscheiden sich aber in einigen oder mehreren Werttreibern und sonstigen Kriterien so wesentlich, dass dies eine Abgrenzung rechtfertigt. Beispiele für alternative Anlageklassen sind Private Equity, Hedgefonds und Derivate, aber auch Kunstwerke und Währungsfutures. Rohstoffe (z. B. Gold und Commodities wie Öl) werden als alternative Anlageklasse eingestuft.
Meist werden Derivate der Anlageklasse des Basiswertes zugeordnet, eine Aktienoption wäre nach dieser Auffassung Teil der Anlageklasse Aktien. Private Equity würde zur gleichen Klasse wie Aktien gehören (Oberbegriff Unternehmensbeteiligungen). Hedgefonds würden analog den Derivaten zur Anlageklasse der Wertpapiere zugeordnet, mit denen der Fonds handelt. Andererseits sind Hedgefonds keine eigene Anlageklasse, da sie grundsätzlich in alle Anlageklassen investieren können. Die freie Wahl der Anlageklasse ist ein Merkmal des Hedgefonds.

### Anlageklasse nach Risikoarten
| Risikoart             | Anlage- klasse | Merkmal         | Finanzprodukte |
| --------------------- | -------------- | --------------- | --- |
| kein Finanzrisiko     | A              | sehr kursstabil | Sichteinlagen, Spareinlagen, Termingelder, Spar(kassen)briefe und -obligationen |
| nur Zinsrisiko        | B              | kursstabil      | Kapitallebensversicherungen, „risikolose“ Staatsanleihen (Triple A-Rating) |
| Zins- oder Kursrisiko | C              | leicht volatil  | Anleihen, Geldmarktfonds, Immobilien, Immobilienfonds, Optionsanleihen, Rentenfonds (in Euro) |
| Zins- und Kursrisiko  | D              | volatil         | Fremdwährungsanleihen, Edelmetalle, Aktienfonds, sonstige Investmentzertifikate, |
| Totalverlust möglich  | E              | sehr volatil    | Aktien, Alternative Investments, Alternative Investmentfonds, Credit Funds, forderungsbesicherte Anleihen, Futures, Genussscheine, Hedgefonds, Hochzinsanleihen, Infrastrukturfonds, Katastrophenanleihen, Medienfonds, Metallkonten, Mikrofinanzfonds, Optionsscheine, Rohstoffe, Schiffsfonds, nachrangige Sparbriefe, strukturierte Finanzprodukte, Venture-Capital |
|                       |                |                 | |

Einzelne Finanzprodukte können die Anlageklasse wechseln, wenn sich die Eigenschaften eines Merkmals ändern. So galten griechische Staatsanleihen noch im März 2007 als sicher und kursstabil, seit der griechischen Staatsschuldenkrise ab Dezember 2009 jedoch als unsicher und volatil. Die Umschuldung mit teilweisem Schuldenerlass im März 2012 führte für die betroffenen Gläubiger sogar zu einem teilweisen Totalverlust. Deshalb müssen Anleger und Finanzanalysten auch stets prüfen, ob die Zugehörigkeit eines Finanzprodukts zu einer bestimmten Anlageklasse noch berechtigt ist.
Eine risikolose Anlage hat eine Standardabweichung von null, eine Korrelation von null mit allen anderen risikobehafteten Anlageformen und bietet eine risikolose Rendite. Die Risikoprämie hängt unmittelbar mit der Risikoeinstellung eines Anlegers zusammen. Der Risikoprämie {\displaystyle R} können somit folgende Risikoeinstellungen zugeordnet werden:
{\displaystyle R=0} risikoneutral,
{\displaystyle R>0} risikoscheu,
{\displaystyle R<0} risikofreudig.
Risikoneutrale Anleger erwarten eine Rendite in Höhe des risikolosen Zinssatzes, weil sie keine Risikoprämie einfordern und dem Risiko einen Disnutzen zuordnen. Risikoscheue Anleger bevorzugen dagegen Anlagen, bei denen sie eine Risikoprämie zahlen. Risikofreudige Anleger wiederum erhalten sogar vom Kontrahenten eine Risikoprämie.

### Fein-Klassifizierung
Die obige Tabelle zeigt, dass eine Anlageklasse immer noch recht grob ist. Deshalb werden häufig Anlageklassen weiter unterteilt, beispielsweise nach Staaten. So kann beispielsweise innerhalb der Anlageklasse „Aktien“ nach „Aktien Europa“, „Aktien Nordamerika“ und „Aktien Asien“ unterschieden werden. Beliebte Untergliederungen des Aktienmarktes bedienen sich folgender Unterscheidungsmerkmale:
- Wirtschaftsräume, zum Beispiel Länder und Kontinente,
- Wirtschaftszweige (Branchen),
- Standardwerte und Nebenwerte,
- Börsensegmente.

Hier ist die Zusammenfassung so eng, dass die Aktien miteinander verglichen werden können.

## Anlageklasse und Streuung
Besteht das Portfolio (Wertpapierdepot) eines Anlegers aus lediglich einer Anlageklasse und einem einzigen Emittenten, so weist dieses Portfolio ein maximales Klumpenrisiko auf. Wird dieser Emittent insolvent und es gibt keinen Gläubigerschutz (etwa Einlagensicherung), so droht der Totalverlust der gesamten Geldanlage. Deshalb ist eine Risikodiversifizierung auch durch Granularität anzustreben mit dem Ziel, zunächst mehrere Emittenten und dann verschiedene Anlageklassen auszuwählen. Die Hereinnahme einer weiteren Anlageklasse (englisch asset allocation) zum Portfolio verbessert dessen Risiko-Rendite-Eigenschaften, sie erhöht also die Rendite und/oder vermindert die Volatilität oder umgekehrt, was eine höhere risikoadjustierte Rendite (englisch sharp ratio) impliziert. Eine negative Marktentwicklung der einen Anlageklasse kann dann durch einen positiven Verlauf einer anderen Klasse kompensiert werden. Die Asset Allocation sorgt dabei für die Aufteilung des Vermögens auf verschiedene Anlageklassen. Über eine sinnvolle Asset Allocation soll durch die Kombination verschiedener Anlageklassen das Rendite/Risiko-Verhältnis eines Portfolios optimiert werden.
So dürfen beispielsweise Investmentgesellschaften und Kapitalanlagegesellschaften Mittel nur nach dem Grundsatz der Risikomischung anlegen (vgl. § 214 KAGB, § 243 KAGB), was auf alle Anleger zu übertragen ist. Das gilt auch für Versicherungen gemäß § 124 Abs. 1 Nr. 7 und 8 VAG, wonach die Anlagen in angemessener Weise so zu mischen und zu streuen sind, dass eine übermäßige Abhängigkeit von einem bestimmten Vermögenswert oder Emittenten oder von einer bestimmten Unternehmensgruppe oder einem geographischen Raum und eine übermäßige Risikokonzentration im Portfolio als Ganzem vermieden werden und Vermögensanlagen bei demselben Emittenten oder bei Emittenten, die derselben Unternehmensgruppe angehören, nicht zu einer übermäßigen Risikokonzentration führen dürfen. Auch Vermögensverwaltungen achten auf das Prinzip der Streuung.

## Anlagestrategie
Die Auswahl eines oder mehrerer Anlagesektoren ist Teil einer Anlagestrategie. Diese kann zwei verschiedene Ziele verfolgen:
- Fokussierung (Beschränkung, Konzentration) auf bestimmte Anlagesektoren, in denen der Anleger eine besonders hohe Rendite erwartet oder bei denen er ein geringes Risiko sieht, beispielsweise weil er mit diesen Bereichen schon Erfahrung hat.
- Diversifikation, der Streuung des Kapitals auf verschiedene Sektoren, um nicht zu sehr von der Entwicklung eines Sektors abhängig zu sein und so das Risiko des Gesamtportfolios zu verringern; siehe Vermögensallokation.

Beide Strategien lassen sich auch kombinieren. Ein Anleger kann sich zum Beispiel auf europäische Aktien beschränken, seine Investments aber über verschiedene Branchen verteilen.

## Verwendung
Anwendung findet der Begriff der Anlageklassen in der Portfoliotheorie und dem Portfoliomanagement, speziell bei der Vermögensallokation, wo versucht wird, durch die Aufteilung des Vermögens auf verschiedene Anlageklasse (Diversifikation) eine Risikostreuung und ein gewünschtes Risiko/Rendite-Verhältnis zu erreichen. Bei Investmentfonds dienen die Anlageklassen insbesondere der Beschreibung der Anlagepolitik des Fonds.